# Patrick Alexander Agnew
Patrick Alexander Agnew (né le 1765 - 8 janvier 1813) est le 1er gouverneur militaire du Ceylan britannique basé à Trinquemalay.

## Biographie
Patrick Alexander Agnew de Dalreagle était fils du lieutenant-colonel Alexander Agnew 3e de Dalreagle, juge-avocat pour le nord de la Grande-Bretagne (1722-1768) et arrière-petit-fils d'Alexander Agnew 1er de Dalreagle, fils naturel de Sir Andrew Agnew de Lochnaw 3eme Baronnet.
Patrick Alexander Agnew naît en 1764 et se marie le 14 avril 1794 à Margaret Mackintosh (décédée en 1814).
Il est mort le 8 janvier 1813 et est enterré à St Swithins, Walcot près de Bath.

### Carrière militaire
Il a été missionné le 20 avril 1744 en tant qu'insigne dans le régiment européen de Madras. Il a participé à deux campagnes en tant qu'officier d'état-major.
Il fut adjudant général adjoint de lord Cornwallis (1792) et plus tard chef d'état-major du commandant lors de la prise de Ceylan. Il a été secrétaire militaire du général George Harris (1799) et plus tard cette année-là, il a été nommé adjudant général de l'armée.
En tant que lieutenant-colonel, il ordonna à la force de réprimer la rébellion de Polygar (1801) pour laquelle il fut recommandé par Lord Clive. Il est nommé colonel du 21e régiment d'infanterie indigène (1804).
En 1806, il fut rappelé à Londres pour rendre compte des mutineries contre l'introduction du nouveau turban, qu'il aurait recommandé. Il fut exonéré et retourna en Inde comme adjudant général de l'expédition de Java, et il reçut la médaille Java.
En 1811, il est promu Major Général de la Compagnie britannique des Indes orientales.